# Trozelia
Trozelia je rod krumpirovki smješten u podtribus  Iochrominae, dio tribusa Physalideae. Pripada mu dvije vrste drveća iz Ekvadora i Perua.
Rod je opisan u Sylva Telluriana 54. 1838.

## Vrste
1. Trozelia grandiflora (Benth.) J.M.H.Shaw
2. Trozelia umbellata (Ruiz & Pav.) Raf.; peruanski endem